# Dudu França
Dudu França, nome d'arte di José Eduardo França Pontes (San Paolo del Brasile, 11 aprile 1950), è un cantante, attore e showman brasiliano.
Ha inciso dischi anche sotto i nomi  Eduardo França, Dave D. Robinson e Joe Bridges.

## Biografia
Da ragazzo ha fatto parte del gruppo rock Memphis suonando la batteria, strumento da lui appreso nell'infanzia insieme al violino e alla chitarra.
Scoperto da Carlos Imperial, per diversi anni anche suo produttore , all'inizio della carriera da solista Dudu França è stato uno dei nomi più famosi della discomusic brasiliana, spopolando con Grilo Na Cuca, brano lanciato in uno degli show del suo mentore e inserito poi nella colonna sonora della telenovela Marron Glacé.
Nei primi anni ottanta Dudu França, dopo essere apparso in un film, si è reinventato come artista musicale romantico ottenendo quindi ancora grande successo, grazie anche al suo show televisivo Vamos Nessa, trasmesso da SBT per due stagioni televisive. Ha rappresentato per due volte il Brasile al Festival di Viña del Mar: nel 1982 con la canzone Dime Amor (su testo di Morris Albert), arrivata al secondo posto  , e nel 1984 con Enredo, versione in spagnolo del suo successo Emaranhado, che si è classificata terza. Per la grande popolarità derivatagli da Emaranhado, Dudu França ha accettato di svolgere nella telenovela Figli miei, vita mia prodotta da SBT un ruolo piccolo ma memorabile, quello di un cantante che esegue il pezzo in questione durante una diretta televisiva (la trasmissione è Novos Talentos, uno show realmente andato in onda sulla stessa emittente con la conduzione di Mauro Zukerman),  dove inaspettatamente riconquisterà l'amore della moglie abbandonata anni prima (interpretata da Wilma Dias). Emaranhado ha fatto parte anche della colonna sonora di una telenovela Globo, O amor com amor se paga. Dudu França è stato poi scritturato nel cast di Jogo do Amor, altra produzione SBT, dove gli è stata assegnata una delle parti più importanti.
Convertitosi nel terzo millennio alla religione evangelica, Dudu França è approdato al genere gospel, ricevendo poi buoni consensi per l'album Eu Vejo a Luz (2008).
All'inizio del 2019 ha inciso una nuova versione della sua hit Grilo Na Cuca, in chiave EDM.

## Vita privata
Sposato dal 1987, ha due figlie, le cantanti Laiz França e Luna França.

## Filmografia parziale

### Cinema
- Os Paspalhões em Pinóquio 2000, regia di Victor Lima (1980)

### Televisione
- Figli miei, vita mia, telenovela (1984)
- Jogo do Amor, telenovela (1985)